# セリーヌ・ディオン (アルバム)
『セリーヌ・ディオン』（英: Celine Dion）はセリーヌ・ディオンの通算17枚目、英語盤では2枚目のアルバムであり、セルフタイトル・アルバム（自身の名を冠したアルバム）である。1992年3月31日発売。

## アルバム概要
ソウルとクラシック音楽を融合させ、ソフトロックの要素を持つアルバムである。それまでのディオンの作品同様に、このアルバムでも『愛』がテーマとされている。
このアルバムのリードトラックでピーボ・ブライソンとのデュエット曲「ビューティー・アンド・ザ・ビースト〜美女と野獣」（ディズニー映画『美女と野獣』の主題歌）はディオンの国際的な躍進を現実のものにした。この曲で用いられる古典的なソフトロックはこの先のディオンの音楽を形作った。話題性と大々的な宣伝とでこの曲は彼女の2つめのアメリカのトップ10ヒットとなり、アカデミー歌曲賞、グラミー賞Best Pop Performance by a Duo or Group with Vocal、ゴールデングローブ賞歌曲賞などを受賞した。また、この曲はこのアルバム『セリーヌ・ディオン』からの最初のシングルとなった。
ディオンはこのアルバムを新たな作曲家、プロデューサー陣とともに制作した。5曲がダイアン・ウォーレンの作曲である。特に「ウィズ・ディス・ティアー」はプリンスがセリーヌ・ディオンのために書き下ろした贈り物である。その他はウォルター・アファナシエフ、リック・ウェイク、ガイ・ロッチェがプロデュースした。
なお「センド・ミー・ア・ラヴァー」はこのアルバムの収録曲としてレコーディングされたものの、最終的には選曲から漏れ、その後1994年にシングルリリースされた。
1992年までにはアルバム『ユニゾン』や『セリーヌ・ディオン』の発売、そして多くのメディアへの露出によってディオンは北米のスーパースターの地位に伸し上がった。彼女は英語圏市場において（も）名声を確立する、という主な目標の1つを達成した。
このアルバムのヨーロッパ版にはボーナストラックとして「哀しみのハートビート」が収録されている。また1992年9月7日にはオーストラリアで再リリースされ『ユニゾン』から4曲が収録されたディスクがボーナスディスクとして同軸された。
ディオンはこのアルバムをサポートアルバムにライブツアー「Celine Dion Tour」を行った。

## チャート成績
このアルバムは全世界で600万枚を売り上げた。ニールセン・サウンドスキャンによればアメリカ国内で237万2000枚を売り上げ、ダブルプラチナに認定された。アメリカビルボード200では34位を記録。カナダでは最高3位に達し、100万枚以上を売り上げた作品が対象になるダイヤモンドに認定された。
その他の国ではそれぞれ、オーストラリアで15位、ニュージーランドで31位、日本で59位、イギリスで70位を記録。その中でも日本とオーストラリアではゴールドに認定されている。このアルバムによりディオンにとって初のワールド・ミュージック・アワード（Best Selling Canadian Female Recording Artist of the Year）を受賞した。
このアルバムからのシングルで最も成功したのは「ビューティー・アンド・ザ・ビースト〜美女と野獣」で、ビルボードホット100で9位、ゴールドに認定されている。その他、このアルバムからのシングルでアメリカ国内でトップ40を記録したものとしては、「イフ・ユー・アスクト・ミー・トゥ」（4位）、「ナッシング・ブロークン・バット・マイ・ハート」（29位）、「ラヴ・キャン・ムーヴ・マウンテンズ」（36位）がある。

## 収録曲
| #   | タイトル                                                                       | 作詞・作曲                                                               | プロデュース                               | 時間 |
| --- | ------------------------------------------------------------------------------ | ------------------------------------------------------------------------ | ------------------------------------------ | ---- |
| 1.  | 「イントロダクション」                                                         | ウォルター・アファナシエフ                                               | ウォルター・アファナシエフ                 | 1:15 |
| 2.  | 「ラヴ・キャン・ムーヴ・マウンテンズ」                                         | ダイアン・ウォーレン                                                     | リック・ウェイク                           | 4:53 |
| 3.  | 「ショウ・サム・エモーション」                                                 | グレゴリー・プレストピーノ、アンドリュー・ゴールド、ブロック・ウォルシュ | ウォルター・アファナシエフ                 | 4:29 |
| 4.  | 「イフ・ユー・アスクト・ミー・トゥ」                                           | ウォーレン                                                               | ガイ・ロッシェ                             | 3:55 |
| 5.  | 「イフ・ユー・クッド・シー・ミー・ナウ」                                       | ジョン・ベティス、アファナシエフ                                         | ウォルター・アファナシエフ                 | 5:07 |
| 6.  | 「ハーフウェイ・トゥ・ヘヴン」                                                 | フラン・ゴールド、ハル・デイヴィッド、ホーランド                         | ウォルター・アファナシエフ                 | 5:05 |
| 7.  | 「ディド・ユー・ギヴ・イナフ・ラヴ」                                           | セス・スワイヤスキー、アーニー・ロマン                                   | リック・ウェイク                           | 4:21 |
| 8.  | 「イフ・アイ・ワー・ユー」                                                     | ロマン、シェリー・ペイケン                                               | リック・ウェイク                           | 5:07 |
| 9.  | 「ビューティー・アンド・ザ・ビースト〜美女と野獣」(ウィズ・ピーボ・ブライソン) | アラン・メンケン、ハワード・アッシュマン                                 | ウォルター・アファナシエフ                 | 4:04 |
| 10. | 「アイ・ラヴ・ユー・グッバイ」                                                 | ウォーレン                                                               | ガイ・ロッシェ                             | 3:33 |
| 11. | 「リトル・ビット・オブ・ラヴ」                                                 | アンディ・スコット、クロード・ゴーデット                                 | フンバート・ギャティカ                     | 4:27 |
| 12. | 「ウォーター・フロム・ザ・ムーン」                                             | ウォーレン                                                               | ガイ・ロッシェ, ウォルター・アファナシエフ | 4:38 |
| 13. | 「ウィズ・ディス・ティアー」                                                   | プリンス                                                                 | ウォルター・アファナシエフ                 | 4:12 |
| 14. | 「ナッシング・ブロークン・バット・マイ・ハート」                               | ウォーレン                                                               | ウォルター・アファナシエフ                 | 5:55 |
| 15. | 「哀しみのハートビート」(ヨーロッパ版ボーナストラック)                         | ロバート・ホワイト・ジョンソン、テイラー・ローズ                         | クリストファー・ニール                     | 4:33 |

| #  | タイトル                   | 作詞・作曲                                   | 時間 |
| -- | -------------------------- | -------------------------------------------- | ---- |
| 1. | 「哀しみのハートビート」   | ジョンソン、ローズ                           | 4:33 |
| 2. | 「エニイ・アザー・ウェイ」 | ポール・ブリス                               | 4:00 |
| 3. | 「ユニゾン」               | アンディ・ゴールドマーク、ブルース・ロバーツ | 4:13 |
| 4. | 「ザ・ラスト・トゥ・ノウ」 | ウォルシュ、フィル・ゴルドストン             | 4:35 |

## チャート・認定
| チャート                           | 最高位 |
| ---------------------------------- | ------ |
| オーストラリア・アルバムチャート   | 15     |
| カナダ・レコードアルバムチャート   | 3      |
| カナダ・RPMアルバムチャート        | 4      |
| 日本・アルバムチャート             | 59     |
| ニュージーランド・アルバムチャート | 31     |
| 全英アルバムチャート               | 70     |
| アメリカ・ビルボード200            | 34     |

| 国             | 認定1        |
| -------------- | ------------ |
| オーストラリア | ゴールド     |
| カナダ         | ダイヤモンド |
| 日本           | ゴールド     |
| アメリカ       | 2xプラチナ   |

1これらの認定は旧基準に基づくもので、多くは現在の認定基準よりも厳しいものとなっている。

## 発売日
| 地域           | 日付          | レーベル                                      | 規格 | 品番            |
| -------------- | ------------- | --------------------------------------------- | ---- | --------------- |
| アメリカ       | 1992年3月31日 | エピック、550                                 | CD   | 52473           |
| カナダ         | 1992年3月31日 | ソニー・ミュージック、コロムビア              | CD   | 52473           |
| 日本           | 1992年5月21日 | ソニー・ミュージック・ジャパン、エピック、550 | CD   | ESCA-5587       |
| オーストラリア | 1992年6月22日 | ソニー・ミュージック、エピック、550           | CD   | 4715082         |
| イギリス       | 1992年6月22日 | ソニー・ミュージック、コロムビア              | CD   | 4715082         |
| オーストラリア | 1992年9月7日  | ソニー・ミュージック、エピック、550           | 2CD  | 4715082/SAMP424 |